# Борнум
Борнум (нім. Bornum) — населений пункт у Німеччині. Знаходиться у районі Хільдесхайм федеральної землі Нижня Саксонія. Входить до складу агломерації, центром якої є місто Бокенем. Борнум знаходиться на відстані 2 км від міста Бокенем. Населення становить 1252 людини (1 квітня 2007 року).
Перша згадка про селище датується 1132 роком.
Протягом 1726–1966 років у селі знаходився металургійний завод Wilhelmshütte. Назва заводу походить від імені герцога Августа Вільгельма. 1982 року, після реставраційних робіт, на території цього колишнього заводу було зроблено музей. На його території зберігається старовинна доменна піч.